# بحيرة بيرلي جريفين

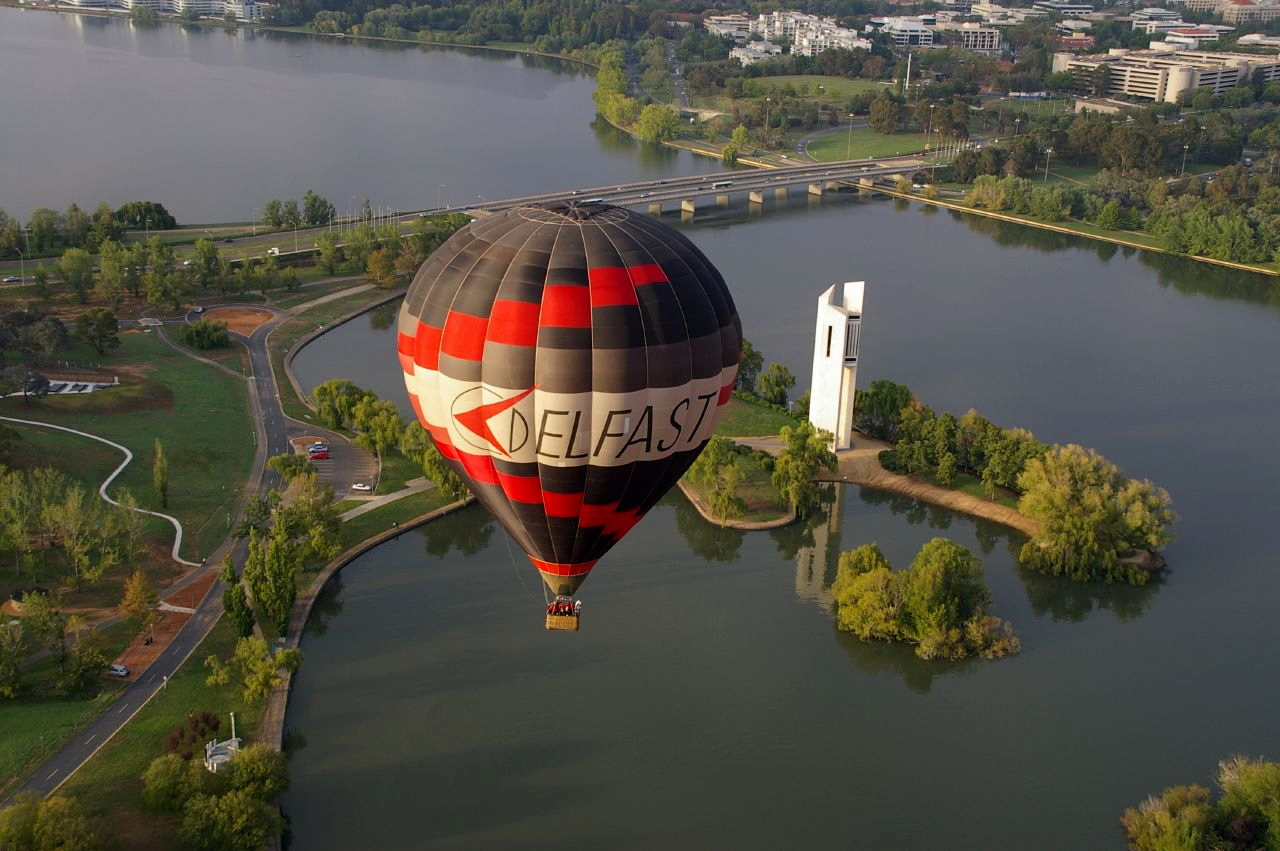
منطاد هوائي يطير فوق البحيرة

بحيرة بيرلي جريفين هي بحيرة اصطناعية في وسط مدينة كانبيرا عاصمة استراليا، وقد تم الانتهاء من بناءها في عام 1963 م بعد إقامة سج نهر مولونغلو والذي يجري من مركز المدينة ومثلث البرلمان. وقد سميت هذه البحيرة تيمناً بالمهندس المعماري الأمريكي الذي فاز في مسابقة لتصميم مدينة كانبيرا.
وقد تم تصميم البحيرة مع العديد من الزخارف الهندسية، بحيث اصطفت محاور تصميمها مع المعالم الجغرافية الطبيعية في المنطقة. وقد توقف بناء البحيرة فترة من الزمن خلال الكساد المالي في عام 1920م، فيما تم استئناف البناء في عام 1950. وقد تم بناء الجسور والسدود على البحيرة وقد تم تأمين السدود كذلك في عام 1963، وقد تم افتتاح البحيرة رسمياً في عام 1964 في يوم 17 أكتوبر.

## أعلام
- ستانلي بروس